# 제76회 영국 아카데미 영화상
제76회 영국 아카데미 영화상은 2023년 2월에 열린 시상식이다.

## 수상

### 작품상
- 서부 전선 이상 없다 - 에드워드 버거 수상
- 이니셰린의 밴시 - 마틴 맥도나
- 엘비스 - 바즈 루어만
- 에브리씽 에브리웨어 올 앳 원스 - 다니엘 콴 외 1명
- TAR 타르 - 토드 필드

### 작품상(영국)
- 이니셰린의 밴시 - 마틴 맥도나 외 2명 수상
- 애프터썬 - 샬롯 웰스
- 브라이언 앤 찰스 - 짐 아처
- 엠파이어 오브 라이트 - 샘 멘데스
- 굿 럭 투 유, 리오 그랜드 - 소피 하이드
- 리빙 - 올리버 헤르마누스
- 로알드 달의 뮤지컬 마틸다 - 매튜 워처스
- 시 하우 데이 런 - 톰 조지
- 더 스위머스 - 셀리 엘 호세이니
- 더 원더 - 세바스찬 렐리오

### 감독상
- 서부 전선 이상 없다 - 에드워드 버거 수상
- 이니셰린의 밴시 - 마틴 맥도나
- 헤어질 결심 - 박찬욱
- 에브리씽 에브리웨어 올 앳 원스 - 다니엘 콴 외 1명
- TAR 타르 - 토드 필드
- 더 우먼 킹 - 지나 프린스-바이스우드

### 데뷔작품상(영국)
- 애프터썬 - 샬롯 웰스 수상
- 블루 진 - 조지아 오클리
- 일렉트릭 말라디 - 마리 리덴
- 굿 럭 투 유, 리오 그랜드 - Katy Brand
- 리벨리온 - 마리아 켄워시

### 남우주연상
- 엘비스 - 오스틴 버틀러 수상
- 이니셰린의 밴시 - 콜린 파렐
- 더 웨일 - 브렌든 프레이저
- 굿 럭 투 유, 리오 그랜드 - 다릴 맥코맥
- 애프터썬 - 폴 메스칼
- 리빙 - 빌 나이

### 여우주연상
- TAR 타르 - 케이트 블란쳇 수상
- 더 우먼 킹 - 비올라 데이비스
- 틸 - 다니엘 데드와일러
- 블론드 - 아나 데 아르마스
- 굿 럭 투 유, 리오 그랜드 - 엠마 톰슨
- 에브리씽 에브리웨어 올 앳 원스 - 양자경

### 남우조연상
- 이니셰린의 밴시 - 배리 케오간 수상
- 이니셰린의 밴시 - 브렌단 글리슨
- 에브리씽 에브리웨어 올 앳 원스 - 키 호이 콴
- 그 남자, 좋은 간호사 - 에디 레드메인
- 서부 전선 이상 없다 - 알브레히트 슈흐
- 엠파이어 오브 라이트 - 마이클 워드

### 여우조연상
- 이니셰린의 밴시 - 케리 콘돈 수상
- 블랙 팬서: 와칸다 포에버 - 안젤라 바셋
- 더 웨일 - 홍 차우
- 슬픔의 삼각형 - 돌리 드 레옹
- 양자경의 더 모든 날 모든 순간 - 제이미 리 커티스
- 그녀가 말했다 - 캐리 멀리건

### 각본상
- 이니셰린의 밴시 - 마틴 맥도나 수상
- 에브리씽 에브리웨어 올 앳 원스 - 다니엘 콴 외 1명
- 더 파벨먼스 - 스티븐 스필버그
- TAR 타르 - 토드 필드
- 슬픔의 삼각형 - 루벤 외스틀룬드

### 각색상
- 서부 전선 이상 없다 - 에드워드 버거 외 2명 수상
- 리빙 - 가즈오 이시구로
- 말없는 소녀 - 콤 바이레드
- 그녀가 말했다 - Rebecca Lenkiewicz
- 더 웨일 - Samuel D Hunter

### 편집상
- 에브리씽 에브리웨어 올 앳 원스 - Paul Rogers 수상
- 서부 전선 이상 없다 - 스벤 부델만
- 이니셰린의 밴시 - Mikkel EG Nielsen
- 엘비스 - Jonathan Redmond 외 1명
- 탑건: 매버릭 - 에디 해밀턴

### 촬영상
- 서부 전선 이상 없다 - 제임스 프렌드 수상
- 더 배트맨 - 그레이그 프레이저
- 엘비스 - 맨디 워커
- 엠파이어 오브 라이트 - 로저 디킨스
- 탑건: 매버릭 - 클로디오 미란다

### 음악상
- 서부 전선 이상 없다 - 볼커 베텔만 수상
- 바빌론 - 저스틴 허위츠
- 이니셰린의 밴시 - 카터 버웰
- 에브리씽 에브리웨어 올 앳 원스 - 선 럭스
- 피노키오 - 알렉상드르 데스플라

### 음향상
- 서부 전선 이상 없다 - 라스 진젤 외 3명 수상
- 아바타: 물의 길 - 크리스토퍼 보에즈 외 4명
- 엘비스 - Michael Keller 외 3명
- TAR 타르 - 스티븐 그리피스 외 4명
- 탑건: 매버릭 - Chris Burdon 외 4명

### 의상상
- 엘비스 - 캐서린 마틴 수상
- 서부 전선 이상 없다 - 리지 크리스틸
- 암스테르담 - JR Hawbaker 외 1명
- 바빌론 - 메리 조프레즈
- 미시즈 해리스 파리에 가다 - 제니 비번

### 분장상
- 엘비스 - Jason Baird 외 3명 수상
- 서부 전선 이상 없다 - 하이크 머커
- 더 배트맨 - 나오미 돈
- 로알드 달의 뮤지컬 마틸다 - Laura Blount 외 3명
- 더 웨일 - Anne Marie Bradley 외 2명

### 미술상
- 바빌론 - 플로렌시아 마틴 외 1명 수상
- 서부 전선 이상 없다 - Christian M Goldbeck 외 1명
- 더 배트맨 - 제임스 킨런드 외 1명
- 엘비스 - 캐서린 마틴 외 2명
- 피노키오 - 커트 엔덜리 외 1명

### 특수시각효과상
- 아바타: 물의 길 - Richard Baneham 외 3명 수상
- 서부 전선 이상 없다 - Markus Frank 외 3명
- 더 배트맨 - Russell Earl 외 3명
- 에브리씽 에브리웨어 올 앳 원스 - Jeff Desom 외 3명
- 탑건: 매버릭 - Seth Hill 외 3명

### 외국어영화상
- 서부 전선 이상 없다 - 에드워드 버거 외 1명 수상
- 아르헨티나, 1985 - 산티아고 미트레
- 코르사주 - 마리 크로이처
- 헤어질 결심 - 박찬욱
- 말없는 소녀 - 콤 바이레드

### 다큐멘터리상
- 나발니 - 다니엘 로허 수상
- 숨쉬는 모든 것 - 샤우낙 센
- 올 더 뷰티 앤 더 블러드쉐드 - 로라 포이트러스
- 파이어 오브 러브 - 사라 도사
- 문에이지 데이드림 - 브렛 모겐

### 단편애니메이션작품상
- 더 보이, 더 몰, 더 폭스 앤 더 홀스 - 피터 베인턴 외 3명 수상
- 미들 와치 - 존 스티븐슨 외 2명
- 유어 마운틴 이즈 웨이팅 - 한나 제이콥스 외 2명

### 장편애니메이션작품상
- 피노키오 - 기예르모 델 토로 수상
- 마르셀 더 쉘 위드 슈즈 온 - 딘 플레이셔-캠프
- 장화신은 고양이: 끝내주는 모험 - 조엘 크로포드
- 메이의 새빨간 비밀 - 도미 시

### 단편영화작품상
- 언 아이리쉬 굿바이 - 톰 버클리 외 1명 수상
- 더 발라드 오브 올리브 모리스 - 알렉스 카요데케이
- 바지가가 - 호세인 잉가비레 모이 외 1명
- 버스 걸 - 제시카 헨윅
- 어 드리프팅 업 - 제이콥 리

### 캐스팅상
- 엘비스 - 닉키 바렛 외 1명 수상
- 애프터썬 - 루시 파디
- 서부 전선 이상 없다 - 시모네 베어
- 에브리씽 에브리웨어 올 앳 원스 - Sarah Halley Finn
- 슬픔의 삼각형 - 폴린 한슨

### 신인상
- 에마 매키 수상
- 에이미 루 우드
- 다릴 맥코맥
- 나오미 아키에
- SHEILA ATIM

## 같이 보기
- 제95회 아카데미상
- 제50회 애니상
- 제48회 세자르상
- 제75회 미국 감독 조합상
- 제80회 골든 글로브상
- 제43회 골든 래즈베리상
- 제29회 미국 배우 조합상
- 제75회 미국 작가 조합상